# Tus (Iran)

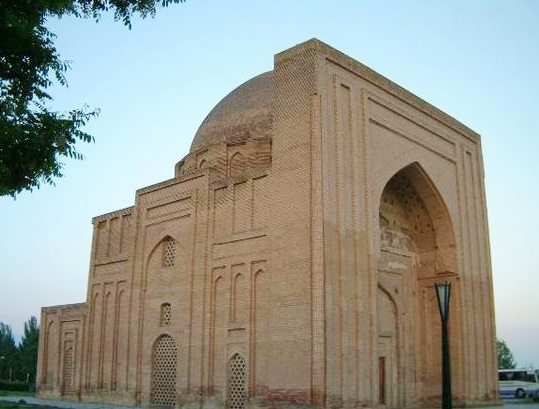
La grande cupola Hārūniyye di Ṭūs. Secondo alcuni sarebbe la tomba di al-Ghazali, ma la cosa è controversa

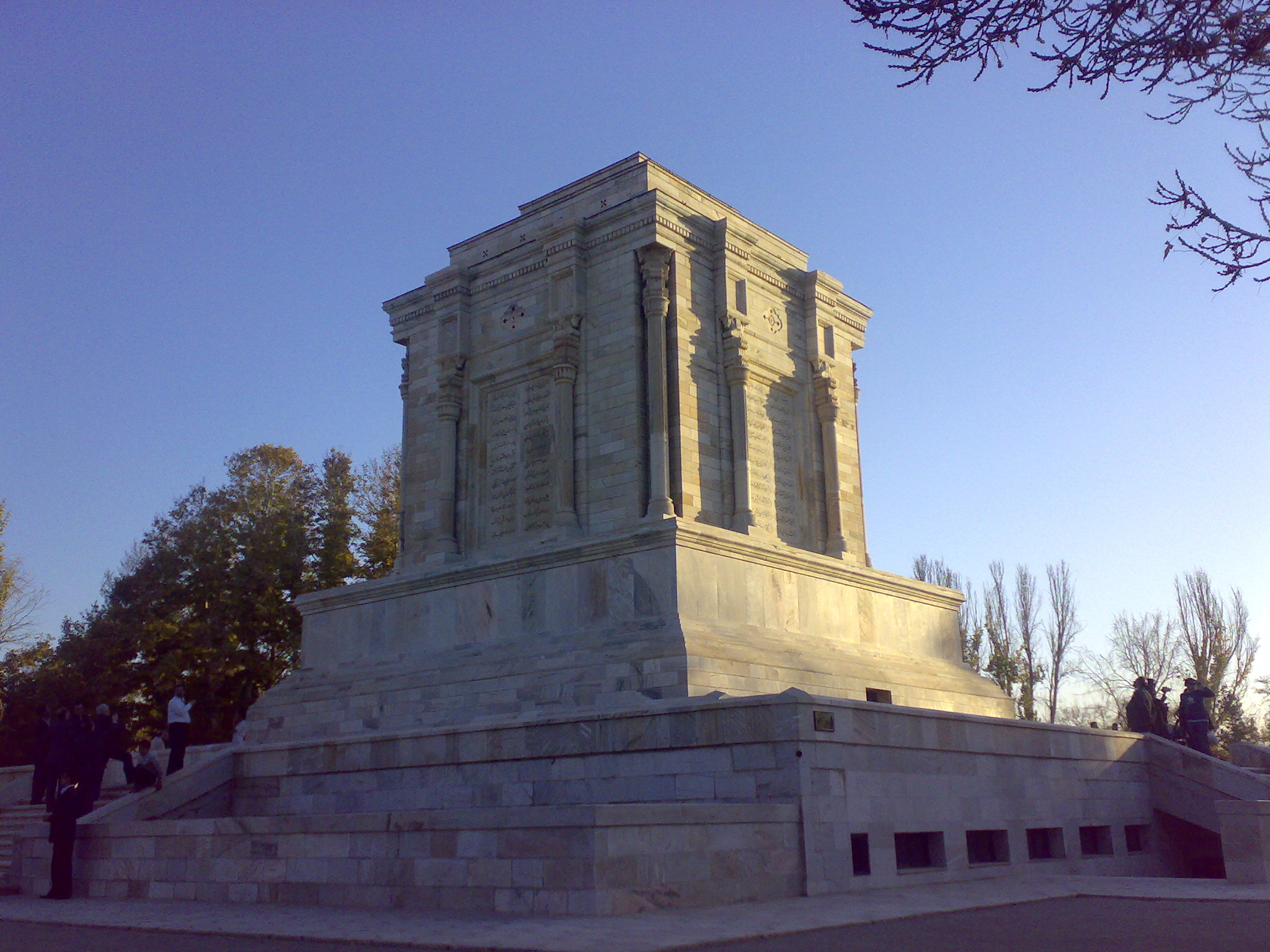
Tomba di Ferdowsi a Ṭūs

Tus (in persiano طوس‎, Ṭūs) è stata un'antica città della provincia iraniana del Razavi Khorasan. Presso gli antichi greci era nota come Susia (greco: Σούσια). Si trova circa 25 km a nord di Mashhad.

## Storia
Abbiamo poche notizie della città in epoca sasanide ma una fonte nestoriana ci informa del fatto che nel 497 esisteva in città un vescovo di Ṭūs e Abarshahr (Nīshāpūr), attestante la presenza di una significativa comunità cristiana in città.
Fu conquistata da Alessandro Magno nel 330 a.C..
Nel tentativo di reprimere una rivolta in Transoxiana, nell'808 il califfo abbaside Hārūn al-Rashīd partì con un forte esercito, accompagnato dal figlio, il futuro califfo al-Maʾmūn ma, ammalatosi, morì nei pressi di Ṭūs, venendo inumato dal figlio in una moschea appositamente eretta.
Lo stesso al-Maʾmūn provvide a far inumare nel mausoleo paterno il cadavere del suocero ʿAlī al-Riḍā, l'ottavo Imam sciita duodecimano.
La città fu quasi completamente distrutta durante la conquista mongola di Gengis Khan nel 1220-1259.
Probabilmente il suo figlio più famoso è stato il poeta Ferdowsi, autore del capolavoro epico in lingua persiana dello Shahnameh. Il suo mausoleo, costruito nel 1934 per commemorare il millenario della nascita, domina la città.
Altri famosi personaggi nati in questa città si possono annoverare: Jābir b. Ḥayyān, Sharaf al-Ṭūsī, Niẓām al-Mulk, al-Ghazālī, Nāṣir al-Dīn al-Ṭūsī e il famoso dotto duodecimano sciita Abū Jaʿfar al-Ṭūsī.
(Robert Byron, La via per l'Oxiana)